# Maniola brigitta
Maniola brigitta är en fjärilsart som beskrevs av Ljungberg 1799. Maniola brigitta ingår i släktet Maniola och familjen praktfjärilar. Inga underarter finns listade i Catalogue of Life.